# Cycle du combustible nucléaire au thorium
Le cycle du combustible au thorium décrit l'utilisation du thorium 232, un élément abondant dans la nature, comme matériau fertile permettant d'alimenter un réacteur nucléaire.
Le cycle du thorium présente de nombreux avantages théoriques par rapport à un cycle à l'uranium : le thorium est trois à quatre fois plus abondant que l'uranium, notamment dans les pays qui sont susceptibles de construire des réacteurs dans le futur, comme l'Inde, le Brésil et la Turquie. Ce cycle produit beaucoup moins de plutonium et d'actinides mineurs, engendrant moins de déchets à vie longue. De plus, sa matière fissile, l'uranium 233, est très peu propice à une prolifération nucléaire du fait de la faible quantité d'uranium 232 qu'elle contient : un descendant très fortement irradiant de cet isotope rend cet uranium très facile à détecter et dangereux à manipuler sans moyens élaborés.
Le thorium a été testé comme combustible nucléaire aux États-Unis, en Allemagne et au Royaume-Uni, et est en projet en Inde et en Chine, mais jusqu'à ce jour, il manque de rentabilité car est plus coûteux à extraire que l'uranium ; son principal inconvénient est que, contrairement à certains isotopes naturels de l'uranium, le thorium impose pour atteindre le stade d'exploitation industrielle deux étapes intermédiaires : accumulation de plutonium 239 ou d'uranium 235, puis production d'uranium 233 en réacteur pour initialiser le cycle du thorium proprement dit.

## Historique
Le cycle du thorium a été caractérisé au laboratoire canadien de recherches nucléaires pendant la Seconde Guerre mondiale, par T.E. Cranshaw, P. Demers, A.C. English, J.A. Harvey, E.P. Hincks, J.B. Jelley et A. Nunn May.

### Pendant la Guerre froide
Des études de réacteurs au thorium avaient été lancées dès le milieu des années 1950, motivées par la crainte d'une pénurie d'uranium, et des réacteurs expérimentaux au thorium avaient été construits. Différentes voies ont été proposées pour exploiter l'énergie du thorium. Les combustibles au thorium ont alimenté différents types de réacteurs, comme le réacteur à eau légère, le réacteur à eau lourde, le réacteur nucléaire à très haute température, le réacteur rapide refroidi au sodium, et le réacteur nucléaire à sels fondus.
Avant 1960, l’énergie nucléaire est essentiellement orientée vers un usage militaire : avion à réacteur embarqué, sous-marin, bombe A. Parmi les nombreuses décisions menant à la poursuite de la filière uranium, la plus décisive a probablement été prise par l’amiral américain Rickover, directeur de Naval Reactors : il décida dans les années cinquante que le troisième sous-marin du type USS Nautilus serait alimenté avec de l’uranium 235 solide enrichi utilisant de l’eau pour refroidissement, car ce combustible peut parallèlement être utilisé pour produire du plutonium militaire. Le premier réacteur commercial a, en effet, été construit sur le même principe que celui du sous-marin, et les recherches scientifiques ont été orientées par ce choix politique. Le projet de bombardiers à réacteur embarqué est arrêté par l’avènement des missiles intercontinentaux, mais l’inertie de l’usage de l’uranium est en place et le thorium est « ignoré », selon les termes de Robert Hargreaves.
Dans les années soixante, Alvin Weinberg, alors directeur du laboratoire national d’Oak Ridge, réalise le potentiel des réacteurs à combustible liquide (sel fondu) et leur compatibilité avec une forme liquide de thorium : le tétrafluorure de thorium. Weinberg pousse à expérimenter cette voie et obtient le financement nécessaire pour mettre en place le programme Molten Salt Reactor Experiment (MSRE). Ce réacteur fonctionne entre 1965 et 1969 et est le premier à être testé avec les trois types de combustibles d’alors : l’uranium 233, l’uranium 235 et le plutonium 239. En particulier, l’uranium 233 avait été obtenu par transmutation de thorium. Le projet est définitivement abandonné en 1973 car il ne permettait pas de fabriquer du plutonium de qualité militaire. Weinberg est limogé par l’administration Nixon, car il militait en faveur d’un usage civil plus sûr utilisant les réacteurs à sels fondus (selon de nombreux auteurs),,.
En 1977, l’administration Carter présente un intérêt pour les réacteurs à sels fondus en raison des préoccupations du moment concernant le risque de prolifération nucléaire. L’expérience Shippingport devient le premier réacteur commercial au thorium et fonctionne avec succès durant 5 ans. Ceci démontre la faisabilité de l’usage du thorium comme élément fertile pouvant être converti en uranium 233 fissile.

### Intérêts actuels
Récemment, un intérêt a vu le jour dans le développement de technologies basées sur ce cycle afin de prévenir la prolifération des déchets nucléaires,,. En outre, l'abondance de la ressource profiterait à certains pays, comme l'Inde qui, avec environ un tiers des réserves mondiales, s'est clairement engagée dans la voie du thorium dans le cadre de son ambitieux programme de développement nucléaire civil.
Des recherches complémentaires ainsi que des moyens financiers et industriels importants sont encore nécessaires pour la réalisation de réacteurs commerciaux. Il reste en particulier à affiner les procédés chimiques de retraitement en ligne du combustible, et à développer des cuves en alliages spéciaux capables de résister à la corrosion pendant les décennies que durera l'exploitation des réacteurs. La faisabilité de la technologie paraît cependant presque acquise, l'horizon 2025 étant avancé par les équipes de développement les plus en pointe, bien que cela dépende très certainement du niveau des investissements et de l'intérêt que les États, les industriels et les sociétés y porteront. En août 2010, trois éminents physiciens français ont rédigé une tribune contestant le programme ITER de recherche sur la fusion nucléaire, jugé hors de prix et irréalisable à court ou moyen terme, et préconisant plutôt l'intensification des recherches et des développements concernant les réacteurs de quatrième génération, en particulier ceux à sels fondus en cycle thorium. En janvier 2012, un avis de l'Académie des Sciences de Paris souligne l'importance pour l'industrie nucléaire de soutenir les recherches sur les technologies émergentes telles que les réacteurs de quatrième génération et la filière du thorium.

## Physique nucléaire

### Production de l'uranium 233 à partir du thorium
Dans le cycle du thorium, le combustible se forme lorsque le thorium 232 capte un neutron (dans un réacteur rapide ou dans un réacteur thermique) pour devenir thorium 233, qui servira de combustible nucléaire. En général, après avoir capturé un neutron, le thorium émet un électron et un neutrino par émission bêta pour se muer en protactinium 233, qui, dans une seconde émission bêta, émet encore un électron et un neutrino pour devenir uranium 233, le combustible.
{\displaystyle \mathrm {n} +{}_{\ 90}^{232}\mathrm {Th} \rightarrow {}_{\ 90}^{233}\mathrm {Th} \ {\xrightarrow[{22\ min}]{\beta ^{-}}}\ {}_{\ 91}^{233}\mathrm {Pa} \ {\xrightarrow[{27\ j}]{\beta ^{-}}}\ {}_{\ 92}^{233}\mathrm {U} }
Cette formation du combustible est réalisée en pratique dans un réacteur.
Dans la chaîne de formation de l'uranium 233, la capture des neutrons a parfois pour effet d'éjecter deux neutrons du noyau, conduisant en fin de compte à la formation d'uranium 232.
Cet uranium 232 faiblement fissile et fertile (σ ~ 74b) s'accumule progressivement en réacteur, et accompagne donc à l'état de trace l'uranium 233 normalement formé par le cycle. Ce marquage isotopique est important, parce que sa chaîne de désintégration comprend un émetteur gamma très énergétique, donc très pénétrant. Ce rayonnement impose des protections radiologiques importantes dans toutes les opérations concernant l'uranium produit par ce cycle, même quand il a été isolé des produits de fission et des autres actinides, ce qui rend ces opérations techniquement plus complexes et économiquement plus coûteuses. Cet inconvénient est au contraire un avantage en ce qui concerne la lutte contre la prolifération, parce que le rayonnement gamma produit par cet uranium est très facile à détecter, ce qui rend impossible toute dissimulation de cette matière à des contrôles officiels.

### Initialisation du cycle
À la différence de l'uranium naturel, le thorium naturel ne contient pas de petites quantités significatives de matière fissile, nécessaires pour amorcer une réaction en chaîne. Il faut ajouter de la matière fissile ou une autre source de neutrons pour déclencher le cycle du combustible. Pour amorcer un cycle thorium, il faut donc de l'uranium ou du plutonium (issu de l'activité des centrales).
Suivant l'isotope fissile utilisé, on peut donc schématiser les deux cycles de combustibles suivants :
- consommation d'uranium 235 ou de plutonium 239 et irradiation de thorium, pour produire de l'uranium 233 : c'est un cycle de transition nécessaire pour amorcer un cycle du thorium ultérieur ;
- consommation d'uranium 233 et irradiation de thorium régénérant l'uranium 233 : c'est le cycle du thorium, également surgénérateur, qui permet de valoriser tout le thorium comme ressource énergétique.

Selon la conception du réacteur et son cycle du combustible, soit l'uranium 233 généré fissionne en place, soit il est séparé chimiquement pour être re-transformé en combustible nucléaire.
On peut remarquer que le passage aux cycles surgénérateurs n'est possible que si des stocks suffisants ont été constitués en uranium 235 hautement enrichi ou en plutonium 239 : ces matières soulèvent d'évidents problèmes de prolifération nucléaire potentielle, mais sont par ailleurs nécessaires pour le passage à des cycles surgénérateurs. Il faut plusieurs dizaines d'années pour accumuler suffisamment de matière fissile pour pouvoir démarrer un cycle au thorium.

### Signature à l'uranium 232
Le cycle nucléaire au thorium produit des traces d'uranium 232, quand des neutrons rapides éjectent un neutron par réaction (n, 2n) des noyaux de thorium 232 (ou d'uranium 233, et de manière très marginale de protactinium 233),. L'uranium 232, qui accompagne en réacteur l'uranium 233 formé, a une demi-vie relativement courte de 68,9 ans, et subit une désintégration alpha par laquelle il rejoint la chaîne de désintégration du thorium avec le thorium 228 :
{\displaystyle {}_{\ 90}^{232}\mathrm {Th} \ {\xrightarrow[{\sigma =16,76\ mb}]{(\mathrm {n,2n} )}}\ {}_{\ 90}^{231}\mathrm {Th} \ {\xrightarrow[{25,5\ h}]{\beta ^{-}}}\ {}_{\ 91}^{231}\mathrm {Pa} \ {\xrightarrow[{186,8\ mb}]{(\mathrm {n} ,\gamma )}}\ {}_{\ 91}^{232}\mathrm {Pa} \ {\xrightarrow[{1,31\ j}]{\beta ^{-}}}\ {}_{\ 92}^{232}\mathrm {U} \ {\xrightarrow[{68,9\ a}]{\alpha }}\ {}_{\ 90}^{228}\mathrm {Th} }

Chaine de désintégration du thorium.

Certains de ses descendants émettent un rayonnement gamma significatif, comme le radium 224 (0,24 MeV), le bismuth 212 (0,78 MeV) ou le thallium 208 (2,6 MeV).
De ce fait, à cause de la présence de traces d'uranium 232, l'uranium produit dans le cycle est très fortement irradiant, ce qui nécessite des usines beaucoup plus compliquées, avec des blindages pour respecter les règles de radioprotection si on cherche à le séparer.
C'est un handicap pour l'exploitation des formules classiques, de type réacteur à eau pressurisée, quand les éléments fissiles doivent faire l'objet d'un traitement industriel. En revanche, cet inconvénient reste minime dans le cas des réacteurs à sel fondus, où il n'est pas nécessaire d'isoler l'uranium 233 pour un traitement industriel indépendant.
C'est au contraire un avantage pour ce qui est de la lutte contre la prolifération, d'une part parce que ce rayonnement très énergétique rend l'uranium 233 du cycle facile à détecter et donc à contrôler, et d'autre part parce que ce rayonnement est susceptible d'endommager l'électronique d'un engin explosif, compliquant grandement son usage comme matière fissile dans un engin explosif.

### Production d'actinides supérieurs
Dans un réacteur, lorsqu'un neutron est capturé par un atome fissile (comme certains isotopes de l'uranium), il peut soit entraîner une fission du noyau, soit être capturé, provoquant la transmutation de l'atome. Dans le cas de l'uranium 233, la probabilité de fission est d'environ 92 %, un meilleur taux que celui de l'uranium 235 (environ 83 %), du plutonium 239 (environ 66 %) ou du plutonium 241 (environ 75 %). De ce fait, l'uranium 233 est consommé de manière plus efficace, ce qui produit moins d'actinides supérieurs, et entraîne moins de perte de neutrons.
D'autre part, ces 10 % de transmutations tendent dans un premier temps à produire des combustibles utiles au lieu de déchets transuraniens. En effet, lorsque l'uranium 233 absorbe un neutron, il se transforme dans un premier temps en uranium 234. Par une capture supplémentaire (σ=98b), celui-ci finit généralement par former de l'uranium 235. Cet isotope de l'uranium est la matière fissile du cycle de l'uranium, et sera lui-même consommé à 83 %.
Une autre manière de voir les choses est que le cycle du thorium superpose pour 92 % une consommation de thorium sans production d'actinides, pour 6 % une consommation d'uranium 235 sans production d'actinides, et pour les 1,7 % restant, un comportement identique à celui de l'uranium 238, produisant les actinides de ce cycle. Du fait que le thorium initial ne contient pas d'uranium ni de plutonium, les seuls actinides produits par le cycle du thorium seront les 1,7 % de métal lourd initial ayant échappé deux fois à la fission, sous forme de uranium 233 puis de uranium 235. Par la suite, de même que pour le cycle de l'uranium, ces actinides pourront encore fissionner sous forme de plutonium.
Le résultat est une production de transuraniens beaucoup plus faible que dans un réacteur utilisant le cycle uranium-plutonium, ce qui est important parce que les actinides sont nuisibles à plusieurs points de vue :
- En réacteur, les actinides supérieurs absorbent plus de neutrons qu'ils n'en produisent, ce qui dégrade le bilan neutronique du réacteur nucléaire et ne permet pas d'atteindre un taux de combustion important.
- S'ils sont rejetés en tant que déchets, les actinides présentent une radioactivité relativement importante pendant plusieurs milliers d'années (contrairement aux produits de fission), ce qui impose de prendre des dispositions de radioprotection complexes pour le stockage de ces déchets.

### Déchets nucléaires
La fission nucléaire engendre des produits de fission rayonnants dont la demi-vie varie entre quelques jours et des dizaines de milliers d'années. En ce qui concerne ces produits de fission, les quantités produites sont sensiblement les mêmes que pour des réacteurs à l'uranium ou au plutonium.
L'avantage du cycle du thorium porte sur les actinides produits. Selon certaines études sur la toxicité le cycle du thorium est capable de recycler entièrement les déchets d'actinides et de rejeter uniquement les produits de fission. D'ailleurs, après une centaine d'années, les déchets produits par un réacteur à thorium peuvent s'avérer moins toxiques que le minerai d'uranium qu'on aurait utilisé pour produire de l'uranium faiblement enrichi destiné à un réacteur à eau légère de la même puissance. D'autres études supposent qu'il y aura des pertes d'actinides et trouvent que les déchets d'actinides domineront à un certain moment l'activité rayonnante des déchets du cycle.

## Réacteurs au thorium

### Réacteurs à l'uranium 233
En tant que produit fissile, l'uranium 233 présente de meilleures propriétés que les deux autres isotopes fissiles utilisés dans l'industrie nucléaire, l'uranium 235 et le plutonium 239. Avec des neutrons lents, il fissionne en donnant plus de neutrons par neutron absorbé (en revanche, dans les réacteurs à neutrons rapides, le rendement neutronique du plutonium 239 augmente considérablement, dépassant celui du thorium). À partir de matières fissibles (uranium 235 ou plutonium 239), il est possible de l'utiliser dans un cycle surgénérateur plus efficace que celui actuellement possible avec le plutonium ou l'uranium, y compris dans des réacteurs à neutrons modérés.

### Réacteurs classiques

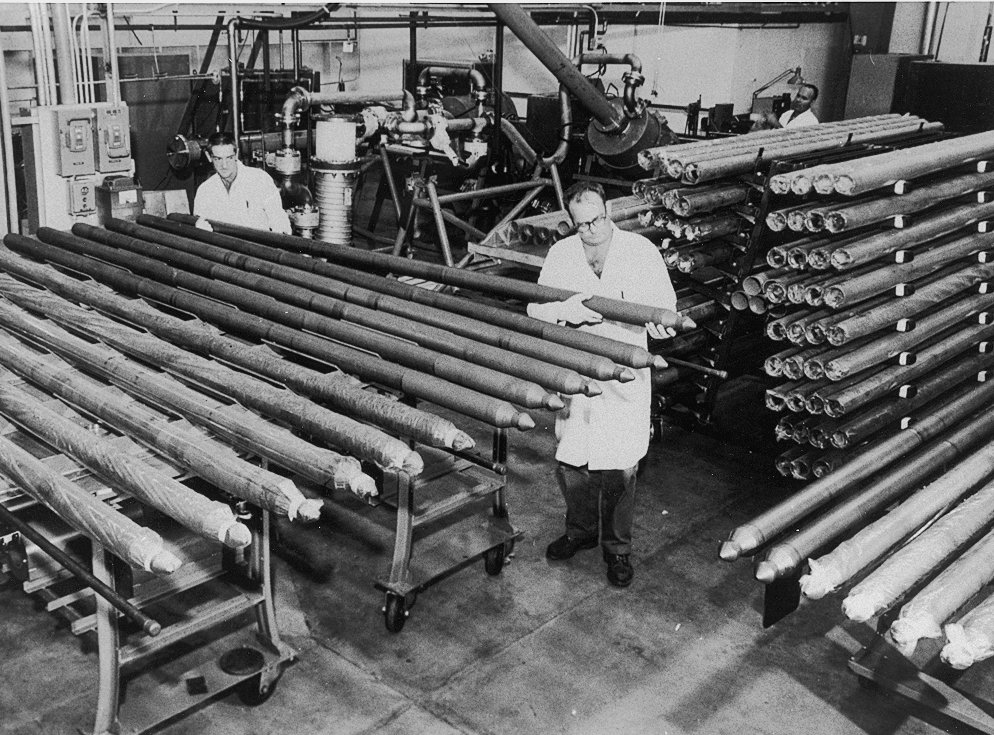
Préparation d'éléments combustibles mixtes thorium-uranium pour la Centrale nucléaire de Peach Bottom. Ce chargement de 682 éléments mixtes a divergé le 3 mars 1966.

Pour mémoire, le thorium peut techniquement être utilisé dans des réacteurs de type classique dans des conditions similaires à l'utilisation d'uranium appauvri :
- Couvertures fertiles dans un réacteur à neutrons rapides, pour produire directement de l'uranium 233 ;
- Combustibles mixtes mélangeant le thorium à du plutonium, utilisable dans les mêmes conditions que le combustible MOX dans un réacteur à eau pressurisée ou un réacteur à eau bouillante, pour brûler le plutonium produit par le cycle de l'uranium.

Les combustibles au thorium fondent à une température plus élevée, retardant le risque de fusion du cœur du réacteur en cas d'accident.
L'intérêt du thorium ne prend tout son sens que dans des réacteurs très innovants, comme ceux à sels fondus, qui sont encore à l'étude sur papier. La surgénération, en spectre thermique, a été réalisée depuis 1979, à la centrale américaine de Shippingport.

### Réacteur piloté par accélérateur
Différentes voies ont été proposées pour exploiter l'énergie du thorium. L'une d'entre elles, popularisée au début des années 1990 par Carlo Rubbia, consiste à utiliser une source externe de neutrons pour créer l'uranium 233 (réacteur hybride ou Réacteur nucléaire piloté par accélérateur, en anglais ADS « Accelerator driven system », ou encore « Rubbiatron »).
Cette voie, intéressante en raison de sa sûreté intrinsèque et de son grand potentiel pour « incinérer » les déchets nucléaires, comporte cependant encore un certain nombre de difficultés de mise au point :
- le coût élevé de l'accélérateur et des infrastructures constituant la source de neutrons externe ;
- des problèmes sévères pour la résistance des matériaux soumis à des flux intenses de particules ;
- des problèmes techniques dans le retraitement et dans le recyclage non encore résolus de façon satisfaisante, en raison du thorium hautement radioactif thorium 228 (qui n'est pas transformé en uranium 233 et s'accumule au fil des cycles) ;
- un caractère proliférant éventuel de uranium 233 (ce qui est le cas de toutes les matières fissibles), mais il serait toutefois difficile de le purifier suffisamment pour qu'il puisse servir à la fabrication d'armes nucléaires.

### Réacteur à eau lourde
Au plus tard en 2025, des réacteurs CANDU canadiens doivent mettre en exploitation commerciale cette voie des réacteurs à eau lourde, devançant le projet  des réacteurs indiens PWHR, de la centrale de Kakrapar,,.

### Réacteur à sels fondus
Une autre voie possible pour l'exploitation du thorium consiste à mettre en œuvre des réacteurs à sels fondus, où ceux-ci jouent à la fois le rôle de combustible et de fluide caloporteur. Il s'agit principalement d'un mélange de sels de fluorures, en général une proportion majoritaire de fluorures d'éléments stables tels le lithium et le béryllium, le reste étant constitué de fluorures de thorium fertile et d'autres éléments fissiles tels que l'uranium 233 ou l'uranium 235. La température de fonctionnement élevée (supérieure à 600 degrés) permet au mélange de sels de se présenter sous forme liquide, et élimine en particulier le besoin de fabriquer des barreaux de combustibles.
L'un des premiers essais a eu lieu à Oak Ridge dans les années 1960. Un réacteur expérimental à sels fondus (MSRE, Molten Salt Reactor Experiment) a été construit pour étudier la faisabilité d'un tel cycle, en utilisant d'abord un mélange LiF-BeF2-ZrF4-UF4 (dans les proportion 65-30-5-0.1). L'expérience, qui a fonctionné de manière satisfaisante de 1965 à 1969, a démontré la grande souplesse de fonctionnement de ce type de réacteurs, ainsi que la faisabilité du cycle thorium 232 - uranium 233.
Le programme industriel MSBR qui devait succéder au MSRE à partir de 1970 a été définitivement interrompu en 1976, faute de crédits et faute d'intérêt suffisant de l'AEC (Atomic Energy Commission) américaine, ainsi que des milieux militaires de l'époque.

### Réacteurs rapides à sels fondus
L'exploitation du thorium par des réacteurs nucléaires à sels fondus paraît néanmoins aujourd'hui être la voie la plus prometteuse ; elle est à l'étude dans plusieurs pays comme la France, les États-Unis, la Chine, l'Inde et le Japon. À l'exception de la France, tous ces pays ont récemment décidé d'engager des efforts industriels significatifs dans cette direction. En France, des scénarios théoriques prometteurs ont été étudiés intensivement par le CNRS depuis le début des années 2000. En particulier, le Laboratoire de physique subatomique et de cosmologie de Grenoble (LPSC)  a développé un concept de réacteur à sels fondus « non modéré », dit MSFR (pour Molten Salt Fast Reactor, un type de réacteur à neutrons rapides), qui paraît susceptible d'offrir des caractéristiques de fonctionnement très favorables remplissant tous les critères des réacteurs de quatrième génération (cf. Forum International Génération IV) :
- utilisation optimale du thorium comme matériau fertile abondant, permettant de faire de la surgénération - compte tenu des réserves connues, les ressources énergétiques disponibles seraient au moins 500 fois supérieures à celles que peuvent procurer les réacteurs actuels de deuxième génération (PWR, filière canadienne CANDU à uranium naturel, RBMK russes, …). Au rythme actuel de production d'énergie nucléaire, les réserves potentielles se chiffrent en dizaines de milliers d'années[25].
- le cycle du combustible ne crée que peu de plutonium et d'actinides mineurs et génère par conséquent des déchets radioactifs beaucoup plus faciles à gérer ; certains groupes de promotion de la technologie[26],[27] qualifient même cette voie « d'énergie nucléaire verte », dans la mesure où elle pourrait contribuer significativement à la réduction des émissions de gaz à effet de serre sans présenter les inconvénients des réacteurs nucléaires actuels[28].
- une grande sûreté intrinsèque de fonctionnement, du fait de coefficients de vide et de contre-réaction thermiques très négatifs empêchant la réaction de s'emballer d'elle-même, dans la plupart des configurations possibles (en particulier la voie « rapide » non modérée) ;
- le circuit primaire du réacteur à sels fondus opère à la pression atmosphérique ambiante et ne met en œuvre que des substances chimiquement stables ; le risque de contamination radioactive ou d'incendie en cas de fuite est donc très faible ;
- l'utilisation de combustibles nucléaires liquides permet d'envisager un traitement chimique in situ des matières fissiles ; on évite ainsi d'avoir à décharger le cœur et à effectuer un retraitement externe, avec comme corollaire la nécessité du transport des matières radioactives ;
- la température de fonctionnement élevée garantit un bon rendement thermodynamique, nettement supérieur à celui des centrales actuelles (pouvant avoisiner les 50 % avec l'utilisation de turbines à gaz en cycle de Brayton) ;
- l'absence de supports ou d'enveloppes solides au sein du combustible évite que ceux-ci ne puissent se transformer en déchets techniques par activation neutronique (c'est l'une des raisons pour lesquelles la présence de graphite n'est par exemple pas souhaitable, car celui-ci génère peu à peu par activation du carbone 14 dont la période de 5 730 ans en fait un déchet gênant). Il faut noter également de ce point de vue les excellentes propriétés du fluor vis-à-vis de l'activation neutronique - alors que le sodium liquide utilisé comme fluide caloporteur dans les surgénérateurs à neutrons rapides de type Superphenix ou ASTRID (filière Uranium-Plutonium), outre les risques d'incendie, est susceptible de se trouver contaminé par du sodium 22 fortement radiotoxique du fait de sa période de 2,6 années ;
- des caractéristiques reconnues de non-prolifération nucléaire : du fait de l'occurrence de réactions nucléaires dites (n,2n), le combustible fissile uranium 233 se trouve rapidement contaminé par des traces d'uranium 232 quasiment impossible à séparer du premier ; or l'un des descendants radioactifs de l'uranium 232 (le thallium 208) est un émetteur de rayonnement gamma très énergétique et donc très destructeur pour les équipements électroniques. De ce fait, la matière fissile devient presque impossible à exploiter pour des armes nucléaires ; en même temps de tels émetteurs gamma sont facilement détectables, ce qui faciliterait les contrôles éventuels ;
- en fonction des schémas retenus et de la composition du mélange de sels d'actinides utilisés comme combustible, le réacteur nucléaire à sels fondus est capable d'offrir une vaste plage de modes de fonctionnement ; il serait donc susceptible de valoriser comme combustible les matières nucléaires issues des centrales actuelles, alors qu'une partie importante de ces matières aboutit aujourd'hui en bout de chaîne de retraitement sous la forme de déchets de haute activité à vie longue (HAVL), difficiles à gérer. Le fonctionnement d'une fraction des réacteurs comme incinérateurs de déchets est envisageable, ce qui réduirait encore considérablement la quantité de déchets produite par l'ensemble du parc.

### Liste de réacteurs fonctionnant au thorium
Nota : Pour ne pas confondre les unités MW(e), MWt... voir Watt électrique et Watt thermique.
| Nom et pays                                                              | Type                                                                                  | Puissance                 | Combustible                                                               | Période de fonctionnement                            |
| AVR (en)                                                                 | Réacteur nucléaire à très haute température, Experimental (Réacteur à lit de boulets) | 15 MW(e)                  | Th + uranium 235 Driver Fuel, Coated fuel particles, Oxide & dicarbides   | 1967–1988                                            |
| THTR-300                                                                 | HTGR, Power (Réacteur à lit de boulets)                                               | 300 MW(e)                 | Th + uranium 235 Driver Fuel, Coated fuel particles, Oxide & dicarbides   | 1985–1989                                            |
| Lingen                                                                   | réacteur à eau bouillante Irradiation-testing                                         | 60 MW(e)                  | Test Fuel (Th,Pu)O2 pellets                                               | Arrêt en 1973                                        |
| Dragon (en), UK OECD-Euratom également la Suède, la Norvège et la Suisse | HTGR, Experimental (Pin-in-Block Design)                                              | 20 MWt                    | Th + uranium 235 Driver Fuel, Coated fuel particles, Oxide & Dicarbides   | 1966–1973                                            |
| Peach Bottom                                                             | HTGR, Experimental (Prismatic Block)                                                  | 40 MW(e)                  | Th + uranium 235 Driver Fuel, Coated fuel particles, Oxide & dicarbides   | 1966–1972                                            |
| Fort St Vrain                                                            | HTGR, Power (Prismatic Block)                                                         | 330 MW(e)                 | Th + uranium 235 Driver Fuel, Coated fuel particles, Dicarbide            | 1976–1989                                            |
| MSRE ORNL                                                                | MSBR                                                                                  | 7,5 MWt                   | Uranium 233, fluorures fondus                                             | 1964–1969                                            |
| Shippingport & Indian Point 1                                            | LWBR PWR, (Pin Assemblies)                                                            | 100 MW(e), 285 MW(e)      | Th + uranium 233 Driver Fuel, Oxide Pellets                               | 1977–1982, 1962–1980                                 |
| SUSPOP/KSTR KEMA (en)                                                    | Aqueous Homogenous Suspension (Pin Assemblies)                                        | 1 MWt                     | Th + HEU, Oxide Pellets                                                   | 1974–1977                                            |
| NRU (en) & NRX                                                           | MTR (Pin Assemblies)                                                                  |                           | Th + uranium 235, Test Fuel                                               | Test d'irradiation de quelques éléments combustibles |
| KAMINI ; CIRUS ; & DHRUVA                                                | MTR Thermal                                                                           | 30 kWt ; 40 MWt ; 100 MWt | Al + Uranium 233 Driver Fuel, ‘J’ rod of Th & ThO2, ‘J’ rod of ThO2       | 3 réacteurs de recherche en service                  |
| KAPS 1 &2 ; KGS 1 & 2 ; RAPS 2, 3 & 4                                    | PHWR, (Pin Assemblies)                                                                | 220 MW(e)                 | ThO2 Pellets (For neutron flux flattening of initial core after start-up) | Continu dans tous les nouveaux PHWR                  |
| FBTR (en)                                                                | LMFBR, (Pin Assemblies)                                                               | 40 MWt                    | ThO2 blanket                                                              | En service                                           |
| TMSR-LF1                                                                 | Thorium-based molten salt                                                             | 2 MWt                     | Liquid fuel thorium-based molten salt experimental reactor                | 2023; operating license issued                       |
| HFR du réacteur nucléaire de Petten (en)                                 | Thorium-based molten salt                                                             | 45 MW(e)                  | High Flux Reactor thorium molten salt experiment                          | 2024; planned                                        |

IAEA TECDOC-1450 "Thorium Fuel Cycle - Potential Benefits and Challenges", Table 1. Thorium utilization in different experimental and power reactors.

## Intérêts et projets de quelques pays

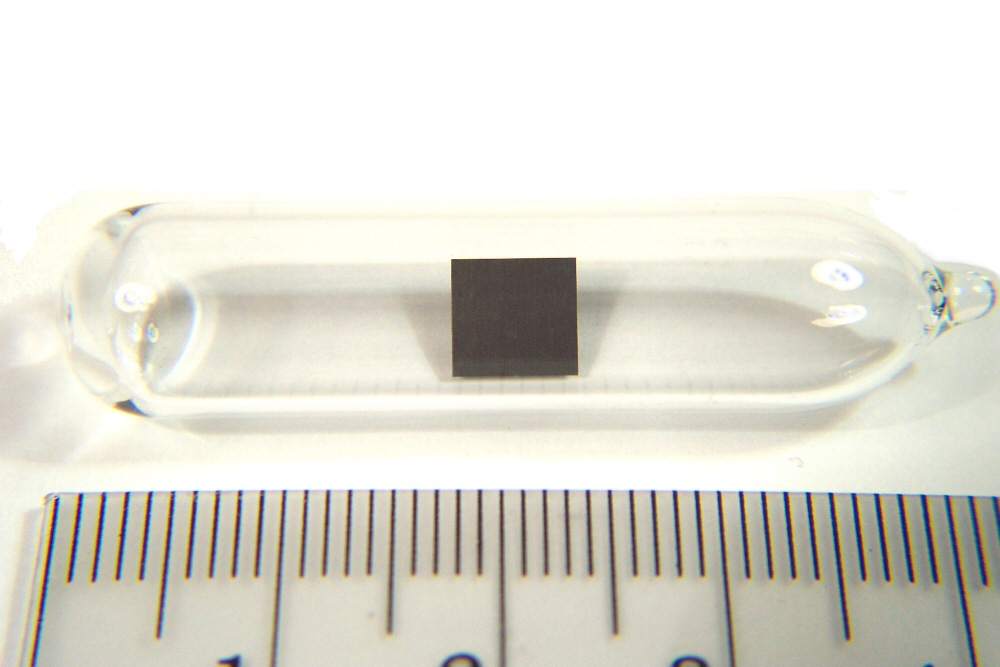
Échantillon de thorium (99,9 % = 3N), feuille mince sous argon dans une ampoule en verre, environ 0,1 g.

Certains pays ont initié des projets pour la mise en place de réacteurs nucléaire au thorium à usage civil sur leur sol. Cependant l'utilisation de ces réacteurs reste marginale par rapport aux centrales utilisant de l'uranium enrichi. Cette section a pour but de faire une synthèse des projets en cours ou à venir de certains pays, ainsi que des intérêts en jeu.

### Exemple de l'Inde
L’Inde possède près du tiers des ressources connues de thorium, soit environ 500 000 tonnes, alors qu’elle n’a que 1,5 % des réserves d’uranium. Elle doit faire face à une croissance importante de sa population, donc de sa consommation énergétique. N’ayant pas signé le traité sur la non-prolifération des armes nucléaires, elle n’a pas accès aux informations techniques relatives à la technologie nucléaire et à l’uranium jusqu'en 2009. Cela explique pourquoi seulement 2,5 % de l’énergie indienne vient du nucléaire. Pour ces raisons, l’Inde prévoit de mettre en marche deux centrales à usage industriel au thorium en 2017, ce qui en fait une nation pionnière de la filière.[Passage à actualiser] Le programme vise à servir 25 % des besoins de la population d’ici à 2050 avec une source pérenne et locale.

### Exemple de la Chine
En 2011, la Chine lance un programme de réacteurs à sel fondu (doté de 3 milliards de yuans, soit environ 500 millions de dollars).
En mars 2012, le ministre Wen Jiabao indique dans un rapport gouvernemental que la Chine doit accélérer son développement nucléaire et mettre fin à l’expansion « aveugle » (selon ses termes) de l’industrie solaire et éolienne pour réduire sa part de consommation de charbon qui s’élève à 80 %. La Chine lance alors un projet de réacteur à sels fondus au thorium (qui est aussi un déchet de l'industrie minière des terres rares en expansion en Chine). La Chine collabore avec les centres de recherche des universités de Berkeley, du MIT et de Wisconsin en ce qui concerne la sécurité de ces réacteurs.
Le premier réacteur nucléaire expérimental au thorium chinois, construit à Wuwei (province du Gansu, en bordure du désert de Gobi) devait entamer ses premiers tests en août 2021 et être exploité par l'Institut de physique appliquée de Shanghai (SINAP). Il ne produira que deux mégawatts d'énergie thermique (correspondant au besoin de 1 000 foyers environ), mais pourrait préfigurer, s'il fonctionne comme prévu, un second réacteur de 373 mégawatts (avant 2030), capable d'alimenter plusieurs centaines de milliers de foyers. La Chine espère ensuite pouvoir les utiliser pour son objectif zéro émission de carbone avant 2050 et pour en commercialiser la technologie.

## Comprendre la préférence pour l'uranium par rapport au thorium

### Choix initial de l'uranium et du plutonium

#### Applications militaires
Les applications militaires de l'énergie nucléaire sont antérieures aux applications civiles. L'industrie nucléaire a d'abord été organisée pour produire des matières nécessaires à la bombe atomique, l'uranium enrichi et le plutonium (Août 1945 : bombardements atomiques d'Hiroshima et Nagasaki).
Les réacteurs nucléaires servent au départ à produire du plutonium, et la chaleur produite par la réaction doit être évacuée. Toujours pour des besoins militaires, les premiers réacteurs non plutonigène ont été des réacteurs de propulsion navale. Ce n'est qu'après coup que la chaleur produite par les réacteurs militaires a été récupérée pour en même temps produire de l'électricité, en plus des besoins militaires.

#### Échecs de certains projets
Le thorium était initialement utilisé pour des projets de propulseur d’avion ou de sous-marin. L’abandon de ces projets aurait entraîné un désintérêt des scientifiques pour le thorium,.
Le thorium est souvent prétendu inutilisable à des fins militaires. En effet, l’uranium 233 produit lors de la transmutation du thorium est très radioactif et donc sa manipulation est difficile. Cependant, cet élément peut encore servir à construire une bombe nucléaire après enrichissement,. Le risque militaire n’est donc pas totalement écarté, il est seulement limité par l’empêchement de produire du plutonium fortement enrichi.
Le cycle du thorium ne présente pas d'intérêt militaire, ni pour faire des bombes atomiques, ni pour faire de la propulsion nucléaire, et n'a pas reçu les investissements de recherche et de développement nécessaires à son démarrage. Les moyens industriels et le savoir-faire technique se sont développés uniquement autour de l'uranium et du plutonium.

### Raison du maintien de la filière de l'uranium
L’utilisation du thorium demanderait une infrastructure plus coûteuse.
Dans le cycle nucléaire au thorium, c’est principalement l’uranium 233 qui dégage l’énergie et non directement le thorium. Ceci en fait une filière plus complexe à manipuler car il faut d’abord transmuter le thorium avant de pouvoir produire suffisamment d’énergie,.
Les industriels du nucléaire sont réticents vis-à-vis des réacteurs au thorium, car ils impliqueraient beaucoup de changements :
- de nouvelles centrales, la géométrie du cœur devant être adapté au combustible ;
- de nouvelles formations du personnel, la technologie et la gestion de sécurité étant différentes actuellement ;
- du temps pour développer les techniques : plus de recherches, car le thorium n’est pas aussi connu que l’uranium. En particulier, les sections efficaces du thorium sont encore trop mal connues.

Ce n'est qu'en 1953 que le programme Atoms for Peace a été lancé, visant à promouvoir une utilisation de la technologie nucléaire à des fins pacifiques. L'industrie a continué sur la seule technologie qui était mûre à cette époque, parce que les gros investissements initiaux avaient déjà été faits par le domaine militaire, et qu'il n'était pas industriellement rentable d'investir dans un nouveau domaine.
De toute manière, pour initialiser un cycle nucléaire au thorium, il faut au départ de la matière fissible en quantité industrielle, pour pouvoir irradier le thorium dans un réacteur. Cette matière ne peut être que de l'uranium enrichi ou éventuellement du plutonium. Donc, il faut commencer par un cycle à l'uranium, c'est le seul point de départ industriel possible.

### Raisons de l'abandon du thorium
À la sortie de la Seconde Guerre mondiale, les grandes puissances, en particulier les États-Unis, espèrent imposer leur hégémonie sur le marché des combustibles nucléaires et en général rester la première puissance militaire via son avancée dans le nucléaire, surtout qu’il n’est pas exclu que le thorium puisse servir à fabriquer du matériel militaire,. Les États-Unis tentent de racheter les combustibles uranium et thorium à la province indépendante du Travancore, au Brésil, à l’Afrique du Sud et au Congo. L’Inde se rend également compte des possibilités énergétiques et militaires que pourrait lui offrir son réservoir de thorium et essaye de mettre sous son contrôle les réserves de thorium du Travancore, devenues une ressource stratégique en 1944. L’Inde annexe le Travancore en 1947.
Durant la guerre froide, l’énergie nucléaire est un argument politique très important. Il définit en particulier un comité restreint de grandes puissances, qui ont tout intérêt à rester peu nombreuses. Il est donc important de maintenir la possibilité de produire de l’énergie nucléaire de qualité militaire, tout en évitant le développement de cette technologie dans les pays émergeant comme l’Inde ou la Chine par exemple. Pour ces raisons, la politique internationale concernant le thorium a principalement été le maintien des connaissances acquises par les grandes puissances, tout en évitant de financer les recherches sur le thorium qui auraient pu contribuer à rendre autonomes en énergie et en armement les pays possédant des gisements importants : Brésil, Inde, etc.,.